# Sydney Schertenleib
Sydney Schertenleib (Zurigo, 30 gennaio 2007) è una calciatrice svizzera, centrocampista del Barcellona e della nazionale svizzera.

## Carriera

### Club
Il 1º ottobre 2022 debutta con la maglia dello Zurigo, squadra della sua città in cui è cresciuta, nel massimo campionato svizzero, segnando anche la sua prima rete.
Nell'estate 2023 viene acquistata dai rivali del Grasshopper, sempre in massima divisione svizzera. Nell'estate 2024 viene acquistata dal Barcellona. Segna la sua prima rete in blaugrana il 16 febbraio 2025, nella gara di campionato vinta 5-1. Nella stessa stagione trova anche il debutto in Champions League, segnando anche una rete il 19 marzo 2025 nella gara contro il Wolfsburg.

### Nazionale
Dopo aver militato nelle nazionali minori svizzere, trova il proprio debutto in nazionale maggiore il 23 febbraio 2024, in occasione dell'amichevole vinta 1-4 sul campo della Polonia. 
Il 12 luglio 2024, nella gara vinta 2-0 contro la Turchia, segna la sua prima rete in nazionale.

## Statistiche

### Presenze e reti nei club
Statistiche aggiornate al 21 giugno 2025.
| Stagione        | Squadra         | Campionato      | Campionato | Campionato | Coppe nazionali | Coppe nazionali | Coppe nazionali | Coppe internazionali | Coppe internazionali | Coppe internazionali | Altre coppe | Altre coppe | Altre coppe | Totale | Totale |
| Stagione        | Squadra         | Comp            | Pres       | Reti       | Comp            | Pres            | Reti            | Comp                 | Pres                 | Reti                 | Comp        | Pres        | Reti        | Pres   | Reti   |
| --------------- | --------------- | --------------- | ---------- | ---------- | --------------- | --------------- | --------------- | -------------------- | -------------------- | -------------------- | ----------- | ----------- | ----------- | ------ | ------ |
| 2022-2023       | Zurigo          | WSL             | 8          | 2          | CS              | 0               | 0               | UWCL                 | 0                    | 0                    |             | -           | -           | 8      | 2      |
| 2023-2024       | Grasshopper     | WSL             | 16         | 3          | CS              | 0               | 0               |                      | -                    | -                    |             | -           | -           | 16     | 3      |
| 2024-2025       | Barcellona      | PD              | 15         | 1          | CR              | 4               | 0               | UWCL                 | 3                    | 1                    | CC+SS       | 0           | 0           | 22     | 2      |
| Totale carriera | Totale carriera | Totale carriera | 39         | 6          | -               | 4               | 0               | -                    | 3                    | 1                    | -           | 0           | 0           | 46     | 7      |

### Presenze e reti in nazionale
| Cronologia completa delle presenze e delle reti in nazionale ― Svizzera | Cronologia completa delle presenze e delle reti in nazionale ― Svizzera | Cronologia completa delle presenze e delle reti in nazionale ― Svizzera | Cronologia completa delle presenze e delle reti in nazionale ― Svizzera | Cronologia completa delle presenze e delle reti in nazionale ― Svizzera | Cronologia completa delle presenze e delle reti in nazionale ― Svizzera | Cronologia completa delle presenze e delle reti in nazionale ― Svizzera | Cronologia completa delle presenze e delle reti in nazionale ― Svizzera |
| Data                                                                    | Città                                                                   | In casa                                                                 | Risultato                                                               | Ospiti                                                                  | Competizione                                                            | Reti                                                                    | Note                                                                    |
| ----------------------------------------------------------------------- | ----------------------------------------------------------------------- | ----------------------------------------------------------------------- | ----------------------------------------------------------------------- | ----------------------------------------------------------------------- | ----------------------------------------------------------------------- | ----------------------------------------------------------------------- | ----------------------------------------------------------------------- |
| 23-2-2024                                                               | San Pedro Alcántara                                                     | Polonia                                                                 | 1 – 4                                                                   | Svizzera                                                                | Amichevole                                                              | -                                                                       | 46’                                                                     |
| 12-7-2024                                                               | Kocaeli                                                                 | Turchia                                                                 | 0 – 2                                                                   | Svizzera                                                                | Qual. Euro 2025                                                         | 1                                                                       | 46’                                                                     |
| 16-7-2024                                                               | Losanna                                                                 | Svizzera                                                                | 3 – 0                                                                   | Azerbaigian                                                             | Qual. Euro 2025                                                         | -                                                                       | 74’                                                                     |
| 25-10-2024                                                              | Losanna                                                                 | Svizzera                                                                | 1 – 1                                                                   | Australia                                                               | Amichevole                                                              | -                                                                       | 64’                                                                     |
| 29-11-2024                                                              | Zurigo                                                                  | Svizzera                                                                | 0 – 6                                                                   | Germania                                                                | Amichevole                                                              | -                                                                       | 57’                                                                     |
| 3-12-2024                                                               | Sheffield                                                               | Inghilterra                                                             | 1 – 0                                                                   | Svizzera                                                                | Amichevole                                                              | -                                                                       | 46’                                                                     |
| 21-2-2025                                                               | Berna                                                                   | Svizzera                                                                | 1 – 0                                                                   | Islanda                                                                 | UEFA Women's Nations League 2025 - 1º turno                             | -                                                                       |                                                                         |
| 25-2-2025                                                               | Stavanger                                                               | Norvegia                                                                | 2 – 1                                                                   | Svizzera                                                                | UEFA Women's Nations League 2025 - 1º turno                             | 1                                                                       | 88’                                                                     |
| 4-4-2025                                                                | San Gallo                                                               | Svizzera                                                                | 0 – 2                                                                   | Francia                                                                 | UEFA Women's Nations League 2025 - 1º turno                             | -                                                                       | 65’                                                                     |
| 8-4-2025                                                                | Reykjavík                                                               | Islanda                                                                 | 3 – 3                                                                   | Svizzera                                                                | UEFA Women's Nations League 2025 - 1º turno                             | -                                                                       |                                                                         |
| 30-5-2025                                                               | Tomblaine                                                               | Francia                                                                 | 4 – 0                                                                   | Svizzera                                                                | UEFA Women's Nations League 2025 - 1º turno                             | -                                                                       | 61’                                                                     |
| 3-6-2025                                                                | Sion                                                                    | Svizzera                                                                | 0 – 2                                                                   | Norvegia                                                                | UEFA Women's Nations League 2025 - 1º turno                             | -                                                                       | 66’                                                                     |
| 26-6-2025                                                               | Winterthur                                                              | Svizzera                                                                | 4 – 1                                                                   | Rep. Ceca                                                               | Amichevole                                                              | -                                                                       | 65’                                                                     |
| 2-7-2025                                                                | Basilea                                                                 | Svizzera                                                                | 1 – 2                                                                   | Norvegia                                                                | Euro 2025 - 1° turno                                                    | -                                                                       | 63’                                                                     |
| 6-7-2025                                                                | Berna                                                                   | Svizzera                                                                | 2 – 0                                                                   | Islanda                                                                 | Euro 2025 - 1° turno                                                    | -                                                                       |                                                                         |
| 10-7-2025                                                               | Ginevra                                                                 | Finlandia                                                               | 1 – 1                                                                   | Svizzera                                                                | Euro 2025 - 1° turno                                                    | -                                                                       | 71’                                                                     |
| 18-7-2025                                                               | Berna                                                                   | Spagna                                                                  | 2 – 0                                                                   | Svizzera                                                                | Euro 2025 - Quarti di finale                                            | -                                                                       | 90’                                                                     |
| Totale                                                                  |                                                                         | Presenze                                                                | 17                                                                      |                                                                         | Reti                                                                    | 2                                                                       |                                                                         |